# ВЕС-ГАЕС Горона-дель-В'єнто
ВЕС-ГАЕС Горона-дель-В'єнто (ісп. Gorona del Viento) — гібридний електроенергетичний об'єкт на острові Ієрро. Останній є найменшим серед семи основних островів Канарського архіпелагу, що лежить в Атлантичному океані на південний захід від Іспанії.
Проект гібридної станції передбачав переведення Ієрро, більша частина якого віднесена до біосферного заповідника, на забезпечення за рахунок відновлюваних джерел. Він включав вітрову електростанцію з 5 турбін Enercon E-70 по 2,3 МВт (загальна потужність 11,5 МВт) та гідроакумулюючу станцію з чотирма турбінами типу Пелтон по 2,8 МВт (загальна потужність 11,3 МВт). Останні використовують перепад висот у 655 метрів між двома резервуарами: верхнім об'ємом 380 тис. м3, розташованим у кратері Ла-Кальдера, та нижнім об'ємом 150 тис. м3. В періоди перевищення виробітки вітрогенераторів над попитом надлишкова електроенергія призначена для забезпечення роботи насосної станції із 8 насосів загальною потужністю 6 МВт, що закачує воду назад у верхній резервуар. 
Запущена в експлуатацію у кінці червня 2015 року, гібридна станція за підсумками перших шести місяців не виправдала очікувань. Середній рівень використання вітрової потужності становив 13,2 %, а максимальний об'єм накопичуваної ГАЕС води виявився в 20 разів меншим, ніж було б потрібно для подолання шеститижневого періоду у вересні-жовтні 2015-го з малим виробітком ВЕС. Як наслідок, лише у липні й серпні продукція станції забезпечувала потреби Ієрро приблизно наполовину (а надлишок не можна було запасти через заповнення верхнього резервуару), тоді як в інші періоди цей показник коливався від 12 до 25 %.